# I’ll Be There

## Wersja The Jackson 5
I’ll Be There – pierwszy singel The Jackson 5 z albumu Third Album. Jest to czwarty z kolei utwór braci który dotarł do 1 miejsca na liście Billboard Hot 100, wcześniej pierwsze miejsca okupowały I Want You Back, ABC oraz The Love You Save. Utwór został napisany przez Berry’ego Gordy’ego, Boba Westa, Hala Davisa i Willie Hutcha i nagrany przez The Jackson 5 w 1970 roku.
Piosenka była wykonywana na żywo na wszystkich trasach koncertowych z udziałem Michaela Jacksona począwszy od Destiny Tour z 1979 roku.

### Lista utworów
1. I’ll Be There
2. One More Chance

### Notowania
| Lista (1970)                  | Najwyższa pozycja |
| ----------------------------- | ----------------- |
| Dutch Singles Chart           | 18                |
| Australian Singles Chart      | 34                |
| UK Singles Chart              | 4                 |
| U.S. Billboard Hot 100        | 1                 |
| U.S. Billboard Black Singles  | 1                 |
| U.S. Billboard Easy Listening | 24                |
| Lista (2009)                  | Najwyższa pozycja |
| UK Singles Chart              | 65                |

## Wersja Mariah Carey
I’ll Be There – singel promujący album koncertowy Mariah Carey MTV Unplugged. Jest to cover piosenki o tym samym tytule nagranej przez The Jackson 5 w 1970 roku.

### O piosence
Mariah Carey dodała „I’ll Be There” do listy piosenek wykonywanych podczas programu „MTV Unplugged” w ostatniej chwili, ponieważ dowiedziała się, że wielu artystów tam śpiewających, wykonywało przynajmniej jeden cover. „I’ll Be There” było szóstą piosenką na płycie MTV Unplugged, którą wydała po koncercie. Została ona zaśpiewana jako romantyczny duet, w którym Carey śpiewała tekst Michaela Jacksona, a Trey Lorenz śpiewał tekst Jermaine’a Jacksona. Program i płyta po nim wydane zostały przez Mariah Carey i Waltera Afanasieffa, który grał na pianinie podczas występu na żywo.
MTV Unplugged zostało wydane 20 maja 1992 i było wielkim sukcesem. Wytwórnia Carey Columbia, dostała wiele listów z prośba o wydanie „I’ll Be There” jako singel, choć nie było to w ich planach. Radiowa edycja został stworzona przez wwycięcie mowy podczas koncertu i piosenka została wydana jako singel. W USA B-sidem piosenki był utwór „So Blessed”, a w Wielkiej Brytanii była to wersja live piosenki „Vision of Love” i albumowe wersje „If It’s Over” i „All in Your Mind”.
„I’ll Be There” został nominowany do 1993 Grammy Awards. Teledysk do piosenki nakręcił Larry Jordan i było to połączenie scen z koncertu.

### Lista utworów
UK Vinyl, 7" 
1. „I’ll Be There” – 4:42
2. „So Blessed” – 4:12

### Listy przebojów
Po niezbyt udanej promocji single „Make It Happen", los uśmiechnął się do niej. "I’ll Be There" stał się jej szóstym singlem, który zdobył 1. pozycję Billboard Hot 100. Na najwyższym miejscu tej listy piosenka utrzymała się przez dwa tygodnie: od 13 czerwca do 27 czerwca 1992. Singel zdobył też pierwszą pozycję listy "Adult Contemporary”. Był to jedyny singel z MTV Unplugged, który znalazł się na pierwszych miejscach list magazynu Billboard.
„I’ll Be There” był wielkim hitem poza Ameryką Północną. Na przykład w Kanadzie, przez dwa tygodnie, utrzymał się na szczycie Canadian Singles Chart. W Wielkiej Brytanii (miejsce 2.) i w Australii (miejsce 9.) stał się największym hitem Carey. W kontynentalnej Europie, piosenka znalazła się w pierwszej 20, a sukces poprzednich singli tej wokalistki był tam umiarkowany.

### Pozycje na listach przebojów
| Lista (1992)                                    | Najwyższa pozycja |
| ----------------------------------------------- | ----------------- |
| U.S. Billboard Hot 100                          | 1                 |
| U.S. Billboard Hot R&B/Hip-Hop Singles & Tracks | 11                |
| U.S. Billboard Adult Contemporary               | 1                 |
| U.S. ARC Weekly Top 40                          | 1                 |
| Australian ARIA Singles Chart                   | 9                 |
| Canadian Singles Chart                          | 1                 |
| Dutch Top 40                                    | 1                 |
| French Singles Chart                            | 16                |
| German Singles Chart                            | 34                |
| Israeli Singles Chart                           | 10                |
| Norwegian Singles Chart                         | 10                |
| New Zealand RIANZ Singles Chart                 | 1                 |
| Swiss Singles Chart                             | 20                |
| UK Singles Chart                                | 2                 |